# SCART
SCART (fr. Syndicat des Constructeurs d'Appareils Radiorécepteurs et Téléviseurs), potocznie eurozłącze – złącze służące do łączenia elementów zestawów AV (audio-video) oraz przesyłania sygnału analogowego.
W złącze tego typu wyposażonych jest wiele urządzeń AV: odbiorniki telewizyjne, odtwarzacze DVD, magnetowidy, tunery satelitarne, dekodery telewizji cyfrowej, konsole do gier itp. Do złącza doprowadzane są sygnały composite (RGB lub YPbPr), audio (mono lub stereo) oraz S-Video. Dzięki możliwości oddzielnego sterowania wzmacniaczy chrominancji pozwala uzyskać wysokiej jakości obraz.
Standard opublikowany w 1988 roku (IEC 933-1 oraz EN 50049-1:1989).
Złącze posiada 21 styków, których przeznaczenie przedstawia tabela.

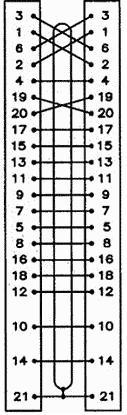
Sposób połączenia wtyków

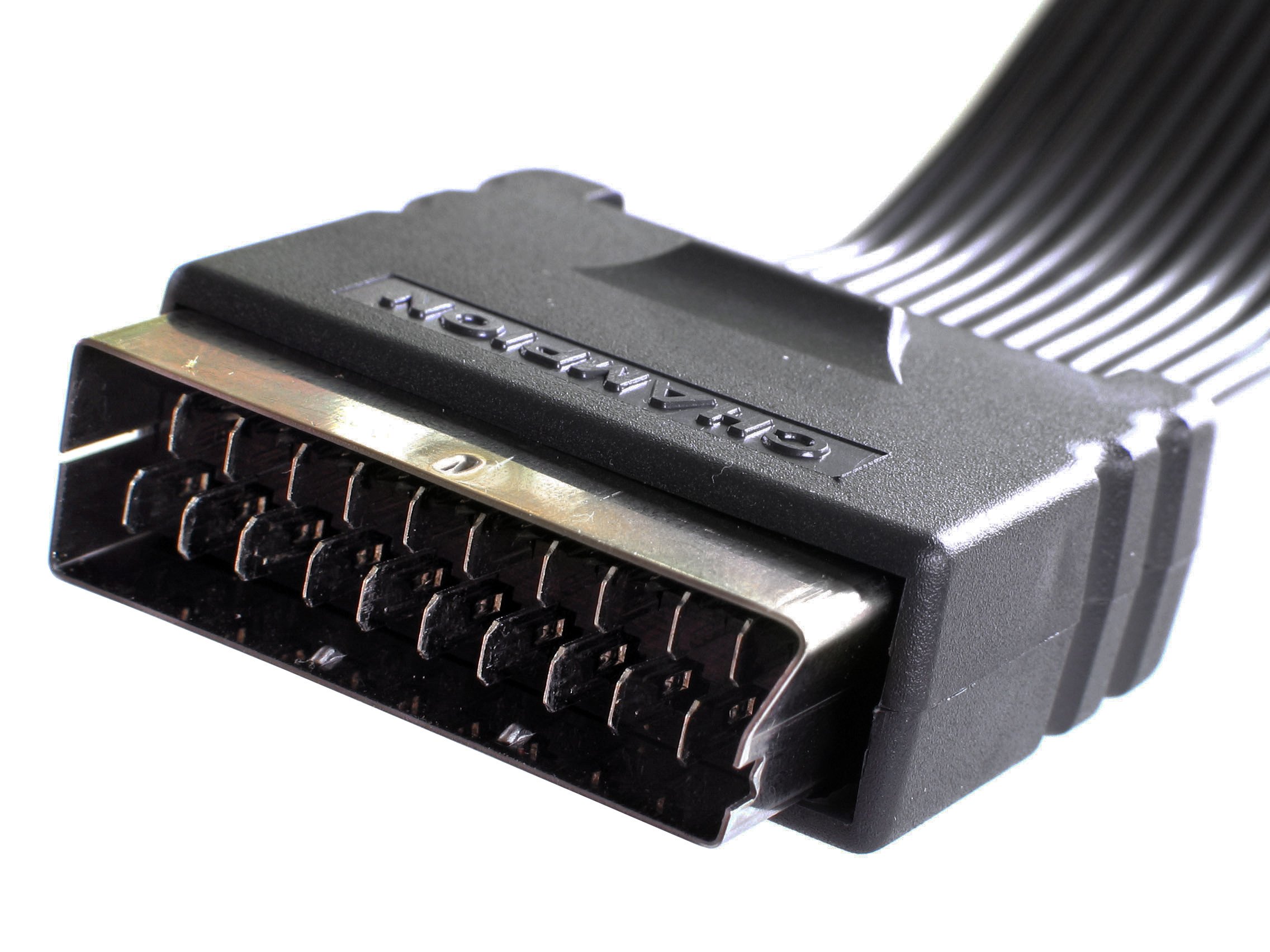
SCART – wtyk

SCART – gniazdo (żeńskie)

SCART – wtyk (męski),
widok od strony styków

| Styk | Nazwa    | Opis |
| ---- | -------- | --- |
| 1    | AOR      | Wyjście audio, kanał prawy |
| 2    | AIR      | Wejście audio, kanał prawy |
| 3    | AOL      | Wyjście audio, kanał lewy lub mono                                                                                                  |
| 4    | AGND     | Masa sygnału audio |
| 5    | B/Pb GND | RGB – masa sygnału koloru niebieskiego (B)/Component – masa sygnału różnicowego chrominancji (Pb)                                   |
| 6    | AIL      | Wejście audio, kanał lewy lub mono                                                                                                  |
| 7    | B/Pb     | RGB – sygnał koloru niebieskiego (B)/Component – sygnał różnicowy chrominancji (Pb)                                                 |
| 8    | SWITCH   | Sygnał przełączający TV/AV/16:9 (12V – 4:3/6V – 16:9)                                                                               |
| 9    | G/Y GND  | RGB – masa sygnału koloru zielonego (G)/Component – masa sygnału luminancji (Y)                                                     |
| 10   | CLKOUT   | Dane – niewykorzystany |
| 11   | G/Y      | RGB – sygnał koloru zielonego (G)/Component – sygnał luminancji (Y)                                                                 |
| 12   | DATA     | Dane – niewykorzystany |
| 13   | R/Pr GND | RGB – masa sygnału koloru czerwonego (R)/S-Video – masa sygnału chrominancji/Component – masa sygnału różnicowego chrominancji (Pr) |
| 14   | DATA GND | Dane masa |
| 15   | R/Pr     | RGB – sygnał koloru czerwonego (R)/S-Video – sygnał chrominancji/Component – sygnał różnicowy chrominancji (Pr)                     |
| 16   | RGB      | Sygnał przełączający Composite Video/RGB (3V)                                                                                       |
| 17   | VGND     | Composite video – masa/S-Video – masa sygnału luminancji/RGB – masa sygnału synchronizacji                                          |
| 18   | SWITHGND | Sygnał przełączający (TV/AV/16:9) – masa/Sygnał przełączający Composite Video/RGB – masa                                            |
| 19   | VOUT     | Composite video – wyjście/S-Video – Sygnał luminancji (W źródle)/RGB – Sygnał synchronizacji (W źródle)                             |
| 20   | VIN      | Composite video – wejście/S-Video – sygnał luminancji (W odbiorniku)/RGB – Sygnał synchronizacji (W odbiorniku)                     |
| 21   | SHIELD   | Ekran – masa ogólna |

## Japoński odpowiednik – JP-21
Podczas gdy w Europie używano złącza typu SCART, w Japonii powstał jego odpowiednik nazywany JP-21 lub RGB-21. Oba standardy wykorzystały identyczne wtyczki, lecz miały inny układ pinów. Istnieją konwertery tej wtyczki-SCART.
Złącze JP-21 było wykorzystywane głównie w konsolach do gier oraz komputerach takich jak:
- Nintendo Super Famicom
- Sega Saturn
- Neo Geo
- PlayStation
- Sony SMC-777
- Fujitsu FM-7
- NEC PC-9800.

### Pinout JP-21
| Pin | Funkcja                   | Pin             | Funkcja                   | Pin             | Funkcja             | Pin             | Funkcja              |
| --- | ------------------------- | --------------- | ------------------------- | --------------- | ------------------- | --------------- | -------------------- |
| 1   | Audio lewy kanał wejście  | 2               | Audio lewy kanał wyjście  | 3               | Audio masa          | 4               | Audio masa           |
| 5   | Audio prawy kanał wejście | 6               | Audio prawy kanał wyjście | 7               | Video masa          | 8               | Video masa           |
| 9   | CVBS wejście              | 10              | CVBS wyjście              | 11              | AV sygnał kontrolny | 12              | Ym wejście           |
| 13  | Sygnał R (czerwony) masa  | 14              | Masa                      | 15              | Sygnał R (czerwony) | 16              | Ys wejście           |
| 17  | Sygnał G (zielony) masa   | 18              | Sygnał B (niebieski) masa | 19              | Sygnał G (zielony)  | 20              | Sygnał B (niebieski) |
| 21  | Wtyczka – Ekran           | Wtyczka – Ekran | Wtyczka – Ekran           | Wtyczka – Ekran | Wtyczka – Ekran     | Wtyczka – Ekran | Wtyczka – Ekran      |